# Petrus-Liturgie
Petrus-Liturgie heißt eine griechische Übertragung der römischen Messe, die, vielleicht zum gottesdienstlichen Gebrauch, dem byzantinischen Ritus angepasst wurde.
Sie entstand offenbar im 10. Jahrhundert in der Longobardia minor, in der sich viele griechische Mönche niedergelassen hatten. Bekannt sind auch eine georgische und eine slawische Übersetzung, beide aus dem Griechischen.
Den Erstdruck der Petrus-Liturgie (Antwerpen 1589) besorgte der Genter Bischof Wilhelm Damasus van der Linden (1525–1588).